# De gouden vogel
De gouden vogel is een sprookje, opgetekend door de gebroeders Grimm in Kinder- und Hausmärchen onder nummer KHM57. De oorspronkelijke naam is Der goldene Vogel. Het behoort tot het sprookjestype 'Aarne-Thompson 550', waartoe ook het Russische beroemde verhaal Van Iwan Tsarewitsj, de vuurvogel en de grijze wolf toe behoort. Walewein en het zwevende Schaakspel is de tot dusver oudst bekende variant van dit sprookjestype.

## Het verhaal
Een koning heeft een boom met gouden appels in zijn tuin, op een dag ontbreekt er een appel en de koning wil dat er onder de boom wordt gewaakt. De koning heeft drie zonen en de oudste gaat naar het park, hij valt om middernacht in slaap. De volgende dag ontbreekt er weer een appel en de tweede zoon moet waken. Ook hij valt in slaap en de volgende dag ontbreekt er weer een appel. De derde zoon moet waken en er komt een vogel met veren die glimmen als goud door het maanlicht aangevlogen. Hij pakt een appel, maar dan schiet de jongen een pijl op hem af. Er vallen veren, maar de vogel ontsnapt en de koning hoort de volgende dag wat er is gebeurd.
De raadsheren zeggen dat de veren kostbaar zijn en de koning wil daarop de vogel bezitten. De oudste zoon gaat op zoek en ziet een vos, die hem smeekt hem niet neer te schieten. De vos zegt dat de jongen bij een dorp zal komen, waar twee herbergen zullen zijn. Eén is felverlicht en lijkt gezellig, maar het is niet verstandig daar binnen te gaan. De koningszoon komt in het dorp en gaat naar de vrolijke herberg en vergeet de raad van zijn vader en de vos. De tweede zoon gaat ook op weg om de vogel te zoeken en krijgt dezelfde raad van de vos. Ook deze zoon trekt zich niks aan van de adviezen en na een tijdje wil de jongste koningszoon op zoek naar de vogel. De goedhartige jongen ziet de vos, maar wil hem niet schieten. De vos zegt dat hij daar geen spijt van zal krijgen en op zijn staart mag gaan zitten, het dier rent naar het dorp en de jongen neemt zijn intrek in de schamele herberg.
De vos vertelt de volgende dag dat de jongen alsmaar rechtdoor moet lopen, tot hij bij een kasteel aankomt. Er zijn veel soldaten, maar ze zullen slapen en de jongen moet naar een kamer met een gouden vogel in een houten kooi. De vogel mag niet uit zijn kooi gehaald worden en in de prachtige kooi gezet worden, want dit is een pronkkooi. Hij rent met de jongen naar het kasteel en de koningszoon ziet drie gouden appels naast de kooi. Hij pakt de vogel en zet hem toch in de gouden kooi, waarna het beest een kreet slaakt. De soldaten worden wakker en de jongen wordt naar de gevangenis gebracht, hij wordt ter dood veroordeeld. Als hij een gouden paard kan brengen, wat harder loopt dan de wind, wordt de jongen gespaard. Hij ziet de vos en krijgt opnieuw raad; hij moet opnieuw rechtdoor lopen tot hij bij een kasteel komt. Het paard mag niet met het gouden zadel worden gezadeld, enkel met het eenvoudige. Ze gaan naar het kasteel en de koningszoon besluit toch het mooie zadel te nemen. Het paard hinnikt en de jongen wordt weer in de gevangenis gegooid en opnieuw ter dood veroordeeld. Hij wordt gespaard als hij de mooie koningsdochter uit het gouden kasteel kan halen en de jongen gaat op weg.
Opnieuw ontmoet hij de vos en deze besluit hem een laatste keer te helpen. De koningsdochter gaat om middernacht naar het badhuis en de jongen komt tevoorschijn en geeft haar een kus. Ze wil wel met hem mee, maar wil eerst afscheid nemen van haar ouders. Het meisje waarschuwt haar vader en de jongen wordt in de gevangenis gegooid. Alleen als hij de berg afgraaft die het uitzicht belemmert van de koning zal hij worden gespaard. Als hij dat wel kan, binnen acht dagen, krijgt hij de koningsdochter als vrouw. Hij werkt hard, maar het schiet niet op. Op de zevende dag komt de vos en hij wil het werk voor de jongen wel uitvoeren. De jongen gaat slapen en de volgende dag is de berg verdwenen. De vos raadt de jongen aan om de schone jonkvrouw naar de eigenaar van het paard te brengen. Als hij vertrekt, moet hij snel de jonkvrouw vastgrijpen en met haar verdwijnen. Daarna zegt de vos dat hij de jonkvrouw moet laten afstijgen als hij vlak bij het kasteel is met de gouden vogel. Met het gouden paard moet hij naar de binnenplaats gaan en als de kooi gegeven wordt, moet hij met het paard vertrekken en de jonkvrouw ophalen. Ook dit lukt en als de koningszoon naar huis wil met zijn schatten, wil de vos een beloning. Hij moet hem in het bos doodschieten en zijn kop en poten afhakken. De vos raadt nog aan geen galgenvlees te eten en niet op de rand van waterput te gaan zitten en rent dan het bos in. Met de jonkvrouw komt hij in het dorp, waar zijn twee broers zijn achtergebleven.
Er worden twee mensen opgehangen en er is een grote toeloop, de jongen herkent zijn broers. De jongen betaalt de borg en ze gaan samen verder. Ze komen in het bos en de broers rusten bij een waterput. De jongen gaat op de rand van de put zitten en wordt door zijn broers naar beneden gegooid. De broers nemen het paard, de vogel en de jonkvrouw mee. Het paard eet niet, de jonkvrouw huilt alleen en de vogel zingt niet langer. De jongste broer kan niet uit de put komen en de vos springt naar beneden en is teleurgesteld dat de jongen zijn raad niet heeft opgevolgd. Toch helpt de vos de jongen naar boven en vertelt dat er wachters in het bos zijn, die door de broers zijn gestuurd. De jongen ruilt zijn kleding met een arme man langs de weg en komt bij het hof van de koning. De vogel fluit, het paard eet en de jonkvrouw stopt met huilen. Ze voelt zich alsof haar bruidegom is aangekomen, maar snapt niet waarom. Ze vertelt de koning wat er is gebeurd en hij laat de broers terechtstellen. De jongste broer wordt tot erfgenaam van de koning benoemd en trouwt met de schone jonkvrouw.
De koningszoon gaat na lange tijd weer naar het bos en komt de vos weer tegen. De vos smeekt opnieuw om verlossing en de jongen schiet hem dood, hakt zijn poten en zijn kop af en de vos verandert in een mens. Hij is de broer van de mooie koningsdochter, die verlost is van de betovering.

## Achtergronden bij het verhaal
- Het sprookje komt uit Hessen en is samengesteld uit meerdere versies.
- In een versie uit Paderborn en The Golden Blackbird worden de jongens op pad gestuurd, omdat hun zieke vader de vogel nodig heeft om te genezen.[2] Vergelijk ook De Chinese nachtegaal.
- Het sprookje is verwant met De kristallen bol (KHM197).
- Boom en vogel doen denken aan het verhaal uit de oudheid over de levensboom met de vogel feniks, zie ook Van de wachtelboom (KHM47).
- Het bewaken van een schat komt ook voor in Het aardmanneke (KHM91) en Het blauwe licht (KHM116).
- De put komt in veel sprookjes voor, zie ook Vrouw Holle (KHM24) en De stukgedanste schoentjes (KHM133). De put kan staan voor de onderwereld.
- Het dier als helper komt in heel veel sprookjes voor;
  - een slang in De drie slangenbladeren (KHM16)
  - drie raven in De trouwe Johannes (KHM6).
  - een beer in De twee gebroeders (KHM60)
  - een bij in De bijenkoningin (KHM62) en De twee reisgezellen (KHM107)
  - duiven in Assepoester (KHM21), De drie talen (KHM33) en De oude vrouw in het bos (KHM123)
  - een eend in De bijenkoningin (KHM62) en De twee reisgezellen (KHM107)
  - een geit in Eenoogje, tweeoogje en drieoogje (KHM130)
  - een haan in De drie gelukskinderen (KHM70)
  - een haas in De twee gebroeders (KHM60)
  - een hond in De drie talen (KHM33) en De oude Sultan (KHM48)
  - een kat in De drie gelukskinderen (KHM70) en De arme molenaarsknecht en het katje (KHM106)
  - een leeuw in De twee gebroeders (KHM60), De twaalf jagers (KHM67) en De koningszoon die nergens bang voor was (KHM121)
  - mieren in De bijenkoningin (KHM62)
  - een ooievaar in De twee reisgezellen (KHM107)
  - een paard in De ganzenhoedster (KHM89)
  - een pad in De drie veren (KHM63) en De ijzeren kachel (KHM127)
  - een raaf in Het boerke (KHM61)
  - een schimmel in Fernand getrouw en Fernand ontrouw (KHM126)
  - een veulen in De twee reisgezellen (KHM107)
  - een vis in Van de visser en zijn vrouw (KHM19), De goudkinderen (KHM85), Fernand getrouw en Fernand ontrouw (KHM126) en Het zeehaasje (KHM191)
  - een vogel in Assepoester (KHM21), De drie talen (KHM33) en De roverbruidegom (KHM40)
  - een vos in De twee gebroeders (KHM60) en Het zeehaasje (KHM191)
  - een wolf in De twee gebroeders (KHM60)
- Appels spelen in veel verhalen een rol, denk bijvoorbeeld aan de Gouden appels van de Hesperiden of de appels der jeugd van Iðunn. Ook in De witte slang (KHM17), Van de wachtelboom (KHM47) en Sneeuwwitje (KHM53) spelen appels een rol. Denk ook aan de appel van Eva.
- Twee boosaardige broers komen ook voor in Het zingende botje (KHM28), De bijenkoningin (KHM62), De drie veren (KHM63) en De twee reisgezellen (KHM107).
- Voor de rol van de vos vergelijk het vervallen sprookje Hurleburlebutz, De twee gebroeders (KHM60) en Het zeehaasje (KHM191).
- Afscheid van de ouders van de bruid komt voor in Vrijer Roland (KHM56), De zingende springende leeuwerik (KHM88), De ijzeren kachel (KHM127), De ware bruid (KHM186) en De trommelslager (KHM193).
- Het afleggen van de dierenhuid komt voor in Bontepels (KHM65) en De zingende springende leeuwerik (KHM88), Hans mijn egel (KHM108) en Sneeuwwitje en Rozerood (KHM161).
- Ook in De kikkerkoning (KHM1) wordt een dier een mens, in de oudste versie nadat het tegen de muur wordt gesmeten.
- Metamorfosen komen vaker voor in sprookjes. In Broertje en zusje (KHM11) wordt het jongetje betoverd in een hertje of ree.
- Middernacht is het tijdstip waarop vaak griezelige of magische dingen plaatsvinden. Het speelt in de volgende verhalen een rol; in Sprookje van iemand die erop uittrok om te leren griezelen (KHM4) maakt de jongen een vuur, Zusje kan haar kind alleen zien rond middernacht in een versie van Broertje en zusje (KHM11), de reus slaat het bed doormidden in Het dappere snijdertje (KHM20), in Assepoester (KHM21) wordt de betovering verbroken, de jongen vindt de reuzen in De volleerde jager (KHM111), de duivels dobbelen in De koningszoon die nergens bang voor was (KHM121), de draak komt thuis in De duivel en zijn grootmoeder (KHM125), de betovering wordt verbroken in Het boshuis (KHM169), het uiterlijk van het meisje verandert in De ganzenhoedster aan de bron (KHM179), de rovers komen thuis in De avonturen van een soldaat, in Het verhaal van Schele Guurte arriveren Berend met de honden en Derk met de beer op kerstavond met de Wilde Jacht.